# .tm
Pour les articles homonymes, voir TM.

Évolution du nombre d'adresses IP allouées à des domaines .tm

.tm est le domaine de premier niveau national (country code top level domain : ccTLD) réservé au Turkménistan. Il a été introduit en 1997.